# دوري سلتيك 2008–09
دوري سلتيك 2008–09 هو الموسم 8 من  بطولة اتحاد الرغبي. أقيم خلال الفترة 31 أغسطس 2008 وحتى 17 مايو 2009، وكان عدد الأندية المشاركة فيه  10، وفاز فيه Munster Rugby ‏.